# 長浜サイエンスパーク
長浜サイエンスパーク（ながはまサイエンスパーク）は、滋賀県長浜市田村町にある工業団地。

## 概要
総面積は125,000m2で、バイオテクノロジー産業を中心としている。2002年より工業用地の分譲を開始し、同時に長浜バイオ大学が開校した。
長浜市は、平成16年6月に長浜バイオ大学とサイエンスパークを区域とする「長浜バイオ・ライフサイエンス特区計画」を策定し、同年7月、同市周辺の湖北エリアをバイオ産業の集積地とすることを目指した滋賀県の「経済振興特別区域制度」の認定を受けた。
これにより進出する企業は、県から最大30億円の立地促進補助金が支援される。長浜市からは試験研究施設の新増設に対して固定資産税の相当額を3年間助成金として受けることが出来るなど補助金や税制の面で優遇措置を受けられる。
大津市内の財団法人滋賀総合研究所では、大学建設に伴う直接的な経済効果を78億円、波及効果を131億円と試算。また、バイオサイエンスパーク整備による効果はそれぞれ232億円、392億円にのぼるとしている。
また、同市産業経済部の中野隆雄理事は「企業が集積することで就労機会が増え、消費が拡大すれば商業やサービス業の振興につながる。若者が定着し、地域のイメージ向上となるなどの効果が期待できる」と話す。
現在パーク内では2006年4月完成を目指してベンチャー企業を育成するインキュベーション（孵化機能）施設が建設中である。
鉄骨平屋建て、延べ床面積1,600m2。1部屋あたり50m2から180m2の4パターンの研究室が17室のほか、経営支援室、商談室を設置。大学との連携による産学官共同研究室も開設される。
開設から5年間企業の進出はゼロであったが、2008年8月に京都府宇治市の星野科学が工場操業を開始、第1号の誘致企業となった。
2006年11月時点で大学発ベンチャーなど約10社の誘致が決まっており、起業家の育成やバイオ関連ビジネスの支援、大学や入居する企業間の研究交流を図るうえで中心施設となる。

## 進出企業
- 星野科学
- マリンフード
- イオンディライト
- ヤマゼン
- マルホ 予定

## 交通アクセス
JR西日本北陸本線田村駅前